# Rómulo V. Centeno
Rómulo V. Centeno fue un político peruano. 
En 1881 formó parte de la Asamblea Nacional de Ayacucho convocado por Nicolás de Piérola luego de la Ocupación de Lima durante la Guerra del Pacífico. Este congreso aceptó la renuncia de Piérola al cargo de Dictador que había tomado en 1879 y lo nombró presidente provisorio. Sin embargo, el desarrollo de la guerra generó la pérdida de poder de Piérola por lo que este congreso no tuvo mayor relevancia.